# Hanák (családnév)
A Hanák cseh családnév. Női változata Hanáková. Népcsoportnév, amely a cseh-morva tájszólást beszélő hanák népcsoport névből ered. 2016-ban 3601 személy viselte a Hanák és 3616 a Hanáková családnevet Csehországban ezzel a 252. illetve 250. volt a családnevek rangsorában.

## Híres Hanák nevű személyek
- Anton Hanak (1875–1934) osztrák szobrászművész
- Dušan Hanák (1938) szlovák filmrendező
- Hanák Gábor (1944) történész, dokumentumfilm-rendező, riporter
- Jakub Hanák (1983) olimpiai ezüstérmes evezős
- Hanák János (1812–1849) zoológus, az MTA levelező tagja
- Jiři Hanák (1938) cseh író, a Charta 77 aláírója
- Hanák Kolos (1851–1923) ügyvéd, a Mátra idegenforgalmának kezdeményezője
- Hanák Péter (1921–1997) Széchenyi-díjas történész, művelődéstörténész, egyetemi tanár, az MTA rendes tagja
- Hanák Tibor (1929–1999) filozófus, újságíró
- Tomáš Hanák (1957) cseh színész, műsorvezető
- Hanák Viktor (1977) labdarúgó